# Liechtensteiner Badminton Verband
De Liechtensteiner Badminton Verband is de nationale badmintonbond van Liechtenstein.
De huidige president van de Liechtensteinse bond is Heinz Dünser. Anno 2015 telde de bond 60 leden, verdeeld over 2 badmintonclubs. De bond is sinds 1993 aangesloten bij de Europese Bond.